# Komunarne, Rozdolne
Komunarne (în ucraineană Комунарне) este un sat în comuna Ruciii din raionul Rozdolne, Republica Autonomă Crimeea, Ucraina.

## Demografie
Componența lingvistică a localității Komunarne
     Ucraineană (39,83%)
     Tătară crimeeană (38,98%)
     Rusă (19,49%)
     Alte limbi (0,85%)
Conform recensământului din 2001, nu exista o limbă vorbită de majoritatea populației, aceasta fiind compusă din vorbitori de ucraineană (39,83%), tătară crimeeană (38,98%) și rusă (19,49%).